# Tadjidine Ben Said Massounde

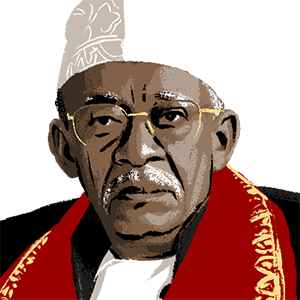
Illustration des Tadjidine Ben Said Massounde

Tadjidine Ben Said Massounde (* 1933; † 1. März 2004) war ein Politiker der Komoren.
Vom 27. März 1996 bis zum 27. Dezember 1996 war er Premierminister der Komoren. Nach dem Tod Mohammed Taki Abdoulkarims am 6. November 1998 war er noch einmal vorübergehend Präsident. Seine Regierung wurde am 30. April 1999 durch einen Militärputsch von Oberst Azali Assoumani gestürzt.
| Personendaten    | Personendaten                 |
| ---------------- | ----------------------------- |
| NAME             | Massounde, Tadjidine Ben Said |
| KURZBESCHREIBUNG | komorischer Politiker         |
| GEBURTSDATUM     | 1933                          |
| STERBEDATUM      | 1. März 2004                  |